# Накоп
Накоп (англ. Nakop) — небольшой населённый пункт на юго-востоке Намибии, являющийся пограничным пунктом с Южно-Африканской Республикой. Пропускной пункт постоянно охраняется и наравне с Ноордоэвером является одним из двух самых важных намибийских пограничных переходов с ЮАР.
Накоп расположен в 80 км к востоку от Карасбурга и соединён с намибийской дорожной сетью национальной дорогой B3. Накоп расположен в избирательном округе Карасбург около 10 км к северу от реки Оранжевой.